# Linia kolejowa nr 911
Linia kolejowa nr 911 – niezelektryfikowana, jednotorowa linia kolejowa łącząca stację Bernadczyzna ze stacją przeładunkową paliw naftowych (z toru szerokiego oraz na cysterny samochodowe) Oskierki.